# Сусловська сільська рада (Мамонтовський район)
Су́словська сільська рада (рос. Сусловский сельский совет) — сільське поселення у складі Мамонтовського району Алтайського краю Росії.
Адміністративний центр та єдиний населений пункт — село Суслово.

## Населення
Населення — 623 особи (2019; 784 в 2010, 954 у 2002).